# جورج هيل (ممثل)
جورج هيل (بالإنجليزية: George Roy Hill)‏ (و. 1921 – 2002 م) هو مخرج سينمائي، وممثل، ومخرج مسرحي، من الولايات المتحدة الأمريكية، ولد في منيابولس، مينيسوتا، توفي في مدينة نيويورك، عن عمر يناهز 81 عاماً، بسبب مرض باركنسون.

## التعليم
تعلم في جامعة ييل، ومدرسة بليك ‏.

## الخدمة العسكرية
خدم في قوات مشاة بحرية الولايات المتحدة.

## جوائز وترشيحات
حصل على جوائز منها:
- جائزة نقابة المخرجين الأمريكيين لأبرز إنجاز إخراجي لفيلم  [لغات أخرى]‏، عن عمل: اللدغة (1973)
- جائزة هوغو لأفضل عمل درامي، عن عمل: المسلخ الخامس [الإنجليزية]‏ (1973)
- جائزة المجلس الوطني للمراجعة لأفضل فيلم  [لغات أخرى]‏، عن عمل: اللدغة (1973)
- جائزة لجنة التحكيم (مهرجان كان)، عن عمل: المسلخ الخامس [الإنجليزية]‏ (1972)
- جائزة البافتا لأفضل فيلم، عن عمل: بوتش كاسيدي وساندانس كيد (1971)
- جائزة البافتا لأفضل إخراج  [لغات أخرى]‏، عن عمل: بوتش كاسيدي وساندانس كيد (1971)
- جائزة الأوسكار لأفضل مخرج، عن عمل: اللدغة.

ترشح لـ:
- Tony Award for Best Director [الإنجليزية]‏ (1958)
- جائزة الأوسكار لأفضل مخرج، عن عمل: اللدغة
- جائزة الأوسكار لأفضل مخرج، عن عمل: بوتش كاسيدي وساندانس كيد.

## وصلات خارجية
- جورج هيل على موقع IMDb (الإنجليزية)
- جورج هيل على موقع الموسوعة البريطانية (الإنجليزية)
- جورج هيل على موقع روتن توميتوز (الإنجليزية)
- جورج هيل على موقع مونزينجر (الألمانية)
- جورج هيل على موقع ألو سيني (الفرنسية)
- جورج هيل على موقع تيرنر كلاسيك موفيز (الإنجليزية)
- جورج هيل على موقع أول موفي (الإنجليزية)
- جورج هيل على موقع قاعدة بيانات برودواي على الإنترنت (الإنجليزية)
- جورج هيل على موقع قاعدة بيانات الأفلام السويدية (السويدية)
- جورج هيل على موقع إن إن دي بي (الإنجليزية)